# Ipotești (okręg Suczawa)
Ipotești – wieś w Rumunii, w okręgu Suczawa, w gminie Ipotești. W 2011 roku liczyła 3759 mieszkańców. 